# Jungleland
Jungleland is een nummer van de Amerikaanse muzikant Bruce Springsteen. Het nummer werd uitgebracht als de achtste en laatste track op zijn album Born to Run uit 1975.

## Achtergrond
"Jungleland" is een nummer van bijna tien minuten en bevat een van de bekendste saxofoonsolo's van Clarence Clemons, tot zijn overlijden de vaste saxofoonspeler van Springsteen. De tekst van het nummer komt overeen met het thema van het complete album Born to Run: het begint met een gevoel van hoop, dat langzaam overgaat in wanhoop en verslagenheid. Het hoofdpersonage, Rat genaamd, ontmoet een vrouw en neemt haar mee op reis. Rat blijkt echter in een motorbende te zitten die vaak in conflict is met de politie. Uiteindelijk verliest hij hier zijn droom aan, terwijl de vrouw ook bij hem weggaat.
"Jungleland" is een van de populairste nummers van Springsteen en wordt ook vaak gespeeld tijdens zijn concerten, meestal tegen het einde van de show. Vanaf 2002 werd het minder gespeeld (wel nog steeds om de drie of vier concerten), maar in 2009 kwam het nummer weer vaker op de setlist te staan toen de band het gehele album Born to Run begon te spelen. Na het overlijden van Clarence Clemons in 2011 werd het nummer lange tijd niet gespeeld, totdat Clemons' neef Jake Clemons aan het eind van het Europese deel van de tournee ter promotie van het album Wrecking Ball de band versterkte.

## NPO Radio 2 Top 2000
| Nummer met noteringen in de NPO Radio 2 Top 2000 | '14  | '15 | '16 | '17 | '18 | '19 | '20 | '21 | '22 | '23 | '24 |
| ------------------------------------------------ | ---- | --- | --- | --- | --- | --- | --- | --- | --- | --- | --- |
| Jungleland                                       | 1634 | 688 | 560 | 693 | 785 | 717 | 954 | 842 | 800 | 783 | 805 |

1. ↑  Een vetgedrukt getal geeft de hoogste notering aan.
2. ↑  2014 was het eerste jaar met een notering voor dit nummer.

E Street Band: Bruce Springsteen · Roy Bittan · Nils Lofgren · Patti Scialfa · Garry Tallent · Steven Van Zandt · Max Weinberg
Jake Clemons · Charles Giordano · Soozie Tyrell
Voormalige leden: Ernest Carter · Clarence Clemons · Danny Federici · Vini Lopez · David Sancious
Voormalige tourmuzikanten:
Everett Bradley · Barry Danielian · Clark Gayton · Curtis King · Suki Lahav · Ed Manion · The Miami Horns · Cindy Mizelle · Michelle Moore · Tom Morello · Curt Ramm · Jay Weinberg